# Marianne Flotron
Marianne Flotron (* 24. Juni 1966 in Zürich) ist eine Schweizer Curlerin. 

## Leben
Flotron verbrachte ihre Schulzeit in Effretikon.
Mit 13 kam sie durch ihren Vater und ihren Bruder André Flotron zum Curling. Bereits Ende der 1970er-Jahre spielte sie Curling auf hohem Niveau. 1984 wurde sie als Skip des CC Winterthur erstmals Juniorinnen-Schweizer-Meisterin. 1986 konnte sie diesen Titel verteidigen und gewann im gleichen Jahr die Europameisterschaft der Junioren.
Ein Jahr nach dem Gewinn der Kontinentalmeisterschaft bei den Junioren holte sie ihren ersten Schweizer Meistertitel. 1987 gewann sie an der Curling-WM in Chicago Bronze, nachdem ihr Team im Halbfinal dem klaren Finalsieger Kanada nur knapp unterlegen war. An der Heim-EM 1989 in Engelberg gewann das Team um Skip Flotron Silber. Sie war als Skip für einen eher risikoreichen Spielstil bekannt und suchte öfters die Offensive, anstatt einfachere Take-outs zu spielen.
1996 wurde sie im Team von Skip Mirjam Ott 1996 an der EM in Kopenhagen Europameisterin. Nach dem zweiten Schweizer Meistertitel ihrer Karriere, dieses Mal unter Skip Mirjam Ott, und der darauf folgenden erfolglosen Teilnahme an der Heim-WM 1997 in Bern beendete Flotron ihre Aktivkarriere.
Nach einer Pause von elf Jahren beteiligte sich Flotron ab 2008 mit der CG Wallisellen an der Schweizer NLA-Meisterschaft, konnte jedoch seither keine Titel mehr erringen.

## Privates
Beruflich ist Flotron in leitender Stellung in einer Beratungsfirma tätig und Verwaltungsrätin der Walliseller Curlinghallen.